# Rio Fântâna (Bran)
O Rio Fântâna é um rio da Romênia, afluente do Bran, localizado no distrito de Neamţ.